# Бикмосеевка
 Бикмосеевка  — село в Неверкинском районе Пензенской области. Административный центр и единственный населенный пункт Бикмосеевского сельсовета.

## География
Находится в юго-восточной части Пензенской области на расстоянии приблизительно 3 км на юго-восток от районного центра села Неверкино.

## История
Основано между 1745 и 1762 годами служилыми татарами, переселенцами из соседней деревни Бикбулатовки. В 1795 году учтена как Масеевка, деревня казенных крестьян, 60 дворов, 163 ревизских души. В 1877 показана вместе с деревнями Бикбулатом, Степановкой и Яковлевкой, 219 дворов, 3 мечети, школа. На карте конца XIX века показаны северо-западный порядок домов — деревня Бикбулат — 80 дворов, юго-восточный- Мойсеевка, 110 дворов. В 1911 году всего 200 дворов. В советское время работал колхоз имени Тельмана. В 2004 году 179 хозяйств.

## Население
| 1795 | 1859 | 1911  | 1926 | 1939 | 1959  | 1979 |
| ---- | ---- | ----- | ---- | ---- | ----- | ---- |
| 326  | ↗523 | ↗1181 | ↘972 | ↘957 | ↗1007 | ↘831 |
| 1996 | 2004 | 2010  | 2012 | 2013 | 2014  | 2015 |
| ↘673 | ↘606 | ↘579  | ↘552 | ↘542 | ↘513  | ↘500 |
| 2016 | 2017 | 2018  | 2021 |      |       |      |
| ↘497 | ↗506 | ↘495  | ↘446 |      |       |      |